# Anne-Frank-Realschule München
Die Anne-Frank-Realschule ist eine 1957 gegründete Realschule für Mädchen im Münchener Stadtteil Pasing in städtischer Trägerschaft. Seit 2007 ist sie eine sechsstufige Realschule mit drei Ausbildungszügen: naturwissenschaftlich, sprachlich und sozial orientierte Zweige werden angeboten. Im Jahr 2014 wurde – in Zusammenhang mit der Verleihung des deutschen Schulpreises – die Mädchenschule damit beworben, dass die Hälfte der Schülerinnen sich für Naturwissenschaften als Wahlpflichtfach, entschieden und über ein Viertel der Absolventinnen eine technische Ausbildung begännen. Weiter hieß es, dass mehr als 60 Prozent nach der Mittleren Reife weiter zur Schule gingen und  Abitur machten.
Die Schule ist seit dem Schuljahr 2012/13 eine Ganztagesschule.
Im Jahr 2014 gewann die Schule sowohl den Innere Schulentwicklung Innovationspreis als auch den mit 100.000 Euro dotierten Hauptpreis des Deutschen Schulpreises, weil sie laut Begründung der Jury „mit ihrem naturwissenschaftlichen Profil einen wichtigen Beitrag dazu [leiste], Mädchen für Mathematik, Informatik, Naturwissenschaften und Technik zu begeistern und dem Fachkräftemangel in diesen Berufen entgegenzuwirken“. Zum Zeitpunkt der Preisvergabe war der für die Schule zuständige ehemalige Stadtschulrat der Landeshauptstadt München, Rainer Schweppe, zugleich auch ein Mitglied der Jury des Deutschen Schulpreises.